# Reddyanus rolciki
Espèce
Reddyanus rolciki est une espèce de scorpions de la famille des Buthidae.

## Distribution
Cette espèce se rencontre au Viêt Nam dans la province de Bình Thuận et au Cambodge dans la province de Mondol Kiri.

## Description
Le mâle holotype mesure 47,63 mm et la femelle paratype 50,40 mm.

## Étymologie
Cette espèce est nommée en l'honneur de Jakub Rolčík.

## Publication originale
- Kovařík & Šťáhlavský, 2019 : « Revision of the genus Reddyanus from Southeast Asia, with description of five new species from Cambodia, Malaysia, Thailand and Vietnam (Scorpiones: Buthidae). » Euscorpius, no 295, p. 1-45 (texte intégral).